# Лауша (Србица)
Лауша (алб. Llaushë) је насеље у општини Србица, Косово и Метохија, Република Србија. Према попису становништва из 2011. године, село је имало 2.744 становника, већину становништва чинили су Албанци. Историјски и географски село Лауша припада Дреници.

## Географија
Лауша се налази у долини реке Клине, на домаку манастира Девича и припада џематском типу низинских дреничких села. Родовска гумна и баште се налазе у окућницама Лауша има мера у и сеоску шуму, као и сеоске бунаре. Село има сеоску џамију, а покрај села се налазе на шест места сеоска гробља, у близини сеоских махала. До села се налази и једно старовремско гробље звано „Vorre tё Shkijeve”. Исто тако покрај села се налази и гробље звано „Vorre tё' magjpupi”, а у сеоској шуми налази се гробље звано „Vorre te ashqerit”.Према народној традицији, испод манастира Девича у старо доба се налазио велики град и то се место зове Градина. Топоним Голеш је место на коме је у Лауши био подигнут дворац - здање турског надлештва ,,Хамидије’’, по имену султана Хамида. Пошто су дренички Албанци протерали кајмакама и његово особље, порушили су то здање и место поново прозвали Голеш, по његовом ранијем имену. Топоним Градина, налази се над манастиром Девичем. Калуђери манастира Девича то место називају именом Звонара.

## Историја
У катастарском попису области Бранковића из 1455. године наводи се село Ловиша. са 97 кућа. Од тога становништва српске етничке припадности било је 88 кућа, албанске етничке припадности 6 кућа и грчке етничке припадности 3 куће. Свакако, то је данашње дреничко село Лауша. У прилог томе говори чињеница што се у наведеном попису Левиша налази између дреничких насеља Доњег Копилића, Цркве Дјевице (данас манастир Девич) и села Малог Обриња, који положај данас има село Лауша. Пољопривредна структура села Ловуше-Лауше у поменутом попису из 1455. године, наводи се овако: принос од пшенице износио је 960 лукана, а феудални доходак 120 лукана. Принос је јечма и зоби износио је 640 лукана, а доходак 80 лукана. Принос од купуса бно је 440 лукана, а доходак 55 лукана. Принос од ражи износио је 240 лукана, а доходак 30 лукана. Принос од проса био је 184 лукана, а доходак 24 лукана. Принос од грахорице износио је 40 акчи, а доходак 5 акчи. Принос од бакле био је 240 акчи, а доходак 30 акчи. Принос од сочивице био је 384 акче, а доходак 48 акчи. Принос од граха износио је 240 акчи, а доходак је био 30 акчи. Принос од вртова износио је 320 акчи, а ушур је био 40 акчи. Принос од лана је износио 400 акчи, а ушур 50 акчи. Принос од црвеног лука је био 160 акчи, а ушур је износио 20 акчи. Принос од воћа је износио 240 акчи, а ушур 30 акчи. Принос од винограда је био 1.000 чаброва, а ушур је износио 100 чаброва. Принос од кошница пчела био је 960 акчи, а доходак је износио 120 акчи. Принос од шест млинова је износио 5600 акчи, а доходак је био 775 акчи. Принос од домаћих свиња је износио је 640 акчи, а ресум на свиње је био 80 акчи, док је село имало 1280 свиња.
Било је то 1900. године најближе арнаутско место манастира Девича. Из њега су потицале "војводе" вековни чувари манастира Девич код Србице.
У селу је живела албанска породица која је са колена на колено преносила обавезу чувања манастира Девича, користећи извесне надокнаде: одећу, плаћање услуга, оружје и ноћивање у манастиру за чувара. Албанци су после немачке и италијанске окупације Југославије 1941. године изневерили традицију чувања манастира Девича и минирањем срушили до темеља цркву из XV века и манастирске конаке. У цркви је тада изгорела манастирска ризница са збирком од стотину рукописних средњовековних књига. Њихови потомци су то поновили лета 1999. и пролећа 2004. - срушили су и опљачкали све конаке, растерали монахиње и цркву минирањем и паљевином добрим делом разорили. У селу је до 1982. било 25 српских породица које су услед албанског насиља напустиле своје вековне домове. У овом, сада чисто албанском селу сачували су се стари називи ранијег српског становништва: Јанков извор, Српско гробље, Извор Каменица, Попова ливада, Петронијева њива, Главица, Слатина, Голеш и други.

## Порекло становништва по родовима
Подаци порекла становништва по родовима из 1936. године:
Албанци:
- Оџовић (2 куће), од фиса Гаш.
- Бајрами (5 кућа), од фиса Гаш.
- Бајрактари (9 кућа), од фиса Гаш.
- Суљант (6 кућа), од фиса Гаш.
- Рама (1 кућа), од фиса Гаш.
- Мућолт (2 куће), од фиса Гаш.
- Алићк (3 куће), од фиса Гаш.
- Тропт (1 кућа), од фиса Гаш.
- Кајтази (1 кућа), од фиса Гаш. Сви ови родови имају заједничко порекло и припадају братству Гецај и истодобно чине најстарије становништво овога села. Од рода Кајтази одсељена је 1 кућа у Албанију 1928. године. Ово братство води порекло из Албаније, одакле је досељена 1 кућа концем 16. века. Концем 17. века века, ово је становништво прешло у ислам. Род Баљовић, припада такође старијем становништву Лауше и дели се у следеће родове:
- Зихраи (5 кућа), од фиса Гаш. Од овога рода 1 кућа је одсељена у Косовску Митровицу, 1916. године, а 1 кућа у Албанију 1927. године.
- Бисљими (6 кућа), од фиса Гаш.
- Бабајић (4 куће), од фиса Гаш.
- Зенули (4 куће), од фиса Гаш.
- Спановић (1 кућа), од фиса Гаш. Од овога рода 1 кућа је одсељена у Косовску Митровицу 1928. године, а 1 кућа за Албанију 1929. године. Ово братство такође води порекло из Албаније, одакле су досељене 2 куће крајем 16. века. Крајем 17. века прешли су у ислам.
- Мароши, припада албанизованом српском становништву домородачког порекла. И дели се на следећа родове:
- Војводић (8 кућа), од фиса Гаш.
- Бекташ (4 куће), фис Гаш.
- Шатрол (2 куће), од фиса Гаш.
- Бимашић (2 куће), фис Гаш.
- Абази (1 кућа), од фиса Гаш.
- Ибовић (5 кућа), од фиса Гаш. Од овога рода 1 кућа је одсељена 1935. године у Турићевац, у Дреници. Преци овога братства су српскога порекла, прешли су из православља у ислам 1735. године, па се затим временом албанизовали.
- Рецај (14 кућа), од фиса Гаш. Пореклом су из Албаније, одакле је досељена 1 кућа, крајем 18. века.
- Шабани (2 куће), од фиса Гаш. Овде је досељена 1 кућа 1851. године, из Обриња, Дреници, од братства Гаши. Од овога рода 1 кућа је одсељена 1915. године у Косовску Митровицу.
- Николић (1 кућа), од фиса Гаш. Овај род је познат и под именом Кошутова, по селу Кошутово у Ибарском Колашину, одакле је досељен 1915. године. Земљу овај род обделавао по чифлачком режиму, тако што је од усева давао 1/3 за газду, а од сена 1/2 од приноса.
- Довешц (1 кућа), од фиса Мзез, пореклом је овај род из села Костреца у Метохијском подгору, одакле је досељен 1925. године. Обделавали су земљу као чифчије.
- Кабаши (1 кућа), од фиса Кабаш. Овај род је досељен 1930. године из дреничког села Пољанца и обделавали су земљу као чифчије на 1/4 за сопственика земље. Власник имања је плаћао пореске дажбине и није узимао принос од пасуља и тикава.
- Ивања (1 кућа), од фиса Гаш. Овај род је досељен 1889. године из села Ивања, у Пустој Реци, те се настанило у Лауши, обделавајући земљу као чифчије чије на наполицу, од свих усева.

Цигани Раденовци:
Посебну групу становништва Лауше чини одељена махала, којој припадају „Цигани” Радановци 1 који се издвајају за припаднике „српског народа”. Ту долазе ови родови;
- Васић (2 куће), славе Св. Николу, прислужују Св. Николу Летњег. Према родовској традицији, Васићи су пореклом из племена Васојевића, одакле су због крвне освете побегли у Дреницу концем 17. века. Није искључено да су то у старини били балкански номади сточари Власи, који су обитавали у поменутим пределима Црне Горе, а можда и Ругове, па се спустили у Метохију, а потом у Дреницу.
- Ракић (4 куће), славе Св. Николу, прислужују Летњег Св. Николу. Према родовској традицији и овај род води порекло из Васојевића, одакле су се доселили у Лаушу половином 17. века. Овај род познаје братственичку организацију и припада братству Недељковић. Свакако, сродне су етничке припадности са родом Васић.
- Новић (1 кућа), славе Св. Николу, а прислужују Св. Николу Летњег. Од овог рода је 1 кућа одсељена 1895. године у Косовску Митровицу. Овај род води порекло из села Зрзе, у Подрими, одакле су им се преци доселили у Лаушу 1816. године.
- Ивић (2 куће), славе Св. Никопу, прислужују Св. Николу Летњег. Пореклом су из Самодреже на Косову, одакле су се доселили 1856. године.
- Станковић (4 куће), славе Св. Николу, преслужују Св. Николу Летњег. Овај се род доселио 1926. године из Обилића, на Косову.
- Томић (2 куће), славе Св. Николу, преслужују Св. Николу Летњег. Досељене су 1906. године из села Граце, на Косову. Од овога рода 1 кућа се одселила 1916. године у Косовску Митровицу.
- Милић (1 кућа), славе Св. Николу, прислужују Св. Николу Летњег. Овај се род оделио у Лауши од рода Ивић.

Према изнетоме у Лауши је било 1936. године албанских родова: 26, са 92 куће. Од тога:6 родова су српског порекла, са 22 куће, који су се албанизовали. Циганских родова из етничке групе Раденоваца, сада „посрбљени”: 7 фамилија, са 16 кућа.

## Становништво
Према статистичким подацима из 1914. године, Лауша је имала 145 становника. Према попису становништва из 1921. године, Лауша је имала 220 становника, са 32 домаћинства. Према попису становништва из 1948. године, Лауша је имала 1477 становника, од тога 741 мушкихи 736 женских, са 157 кућа.
| Година       | 1914 | 1921 | 1948 | 1953 | 1961 | 1971 | 1981 | 1991 | 2011 |
| ------------ | ---- | ---- | ---- | ---- | ---- | ---- | ---- | ---- | ---- |
| Становништво | 145  | 220  | 1477 | 1559 | 1827 | 2337 | 2870 | 3206 | 2744 |

|  |

### Етнички састав становништва
| Етнички састав према попису из 1961.‍ | Етнички састав према попису из 1961.‍ | Етнички састав према попису из 1961.‍ | Етнички састав према попису из 1961.‍ | Етнички састав према попису из 1961.‍ |
| ------------------------------------ | ------------------------------------ | ------------------------------------ | ------------------------------------ | ------------------------------------ |
|                                      |                                      |                                      |                                      |                                      |
| Албанци                              | Албанци                              |                                      | 1.669                                | 91,35%                               |
| Срби                                 | Срби                                 |                                      | 153                                  | 8,37%                                |
| Југословени                          | Југословени                          |                                      | 3                                    | 0,16%                                |
| Црногорци                            | Црногорци                            |                                      | 1                                    | 0,05%                                |
| Укупно: 1.827                        |                                      |                                      |                                      |                                      |

| Етнички састав према попису из 1971.‍ | Етнички састав према попису из 1971.‍ | Етнички састав према попису из 1971.‍ | Етнички састав према попису из 1971.‍ | Етнички састав према попису из 1971.‍ |
| ------------------------------------ | ------------------------------------ | ------------------------------------ | ------------------------------------ | ------------------------------------ |
|                                      |                                      |                                      |                                      |                                      |
| Албанци                              | Албанци                              |                                      | 2.213                                | 94,69%                               |
| Срби                                 | Срби                                 |                                      | 122                                  | 5,22%                                |
| Укупно: 2.337                        |                                      |                                      |                                      |                                      |

| Етнички састав према попису из 1981.‍ | Етнички састав према попису из 1981.‍ | Етнички састав према попису из 1981.‍ | Етнички састав према попису из 1981.‍ | Етнички састав према попису из 1981.‍ |
| ------------------------------------ | ------------------------------------ | ------------------------------------ | ------------------------------------ | ------------------------------------ |
|                                      |                                      |                                      |                                      |                                      |
| Албанци                              | Албанци                              |                                      | 2.870                                | 100%                                 |
| Укупно: 2.870                        |                                      |                                      |                                      |                                      |

| Етнички састав према попису из 2011.‍ | Етнички састав према попису из 2011.‍ | Етнички састав према попису из 2011.‍ | Етнички састав према попису из 2011.‍ | Етнички састав према попису из 2011.‍ |
| ------------------------------------ | ------------------------------------ | ------------------------------------ | ------------------------------------ | ------------------------------------ |
|                                      |                                      |                                      |                                      |                                      |
| Албанци                              | Албанци                              |                                      | 2.737                                | 99,74%                               |
| Бошњаци                              | Бошњаци                              |                                      | 2                                    | 0,07%                                |
| Укупно: 2.744                        |                                      |                                      |                                      |                                      |